# ТЕЦ „Марица 3“
 Тази статия е за електроцентралата в Димитровград.  За тази при Гълъбово вижте ТЕЦ „Марица-изток 3“.  
ТЕЦ „Марица 3“ е топлоелектрическа централа в Димитровград, Южна България, с инсталирана мощност 120 MW. Собствеността ѝ се свръзва с енергийния бизнесмен Христо Ковачки, който често консултира дружеството. 
Централата е изградена на два етапа. През 1951 – 1955 година са пуснати в експлоатация 3 парогенератора с 2 турбинни агрегата с обща мощност 50 MW, които са спрени след изграждането на заместваща мощност. Тя представлява моноблок с 1 парогенератор и 1 турбоагрегат с номинална мощност 120 MW и е пусната в експлоатация на 1 октомври 1971 година. Инсталацията е доставена от Полша и заради фабрични дефекти, които така и не са отстранени напълно, на практика се експлоатира при мощност 90 – 100 MW.
През 1989 година към централата са пуснати 3 допълнителни парогенератора на природен газ, които се използват за доставка на пара за консуматори в промишлената зона на Димитровград, както и за собствени нужди. Първоначално централата работи с въглища от местния Маришки басейн, но с неговото изчерпване, през 2000 година е реконструирана за лигнити, доставяни от Мини „Марица-изток“.
ТЕЦ „Марица 3“ е приватизирана през 2003 година. Към 2023 година е публично предприятие, чиито акции се търгуват на Българската фондова борса. Макар че има построена и въведена в експлоатация сероочистваща инсталация, предприятието продължава да е източник на наднормено замърсяване със серен диоксид.